# Arthur Standish
Arthur Standish (1552-1613) est un écrivain anglais sur l'agriculture.

## Biographie
Il vit dans le Cambridgeshire ou le sud du Lincolnshire. Il est lié à la famille Standish de Standish Hall dans le Lancashire, qui a plusieurs ramifications dans différentes parties de l'Angleterre.
Standish a été très impressionné par la déforestation rapide du pays et, relativement tôt dans la vie, consacre quatre ans à visiter diverses parties de la Grande-Bretagne en vue de s'assurer de l'état général de l'agriculture. En 1611, il publie à Londres un in-quarto ‘The Commons Complaint’, imprimé par William Stansby, préfacé par une licence de Jacques Ier, (datée du 1er août 1611), qui est également insérée avant ses œuvres ultérieures. Standish fait référence à « deux griefs particuliers » - la « destruction générale et le gaspillage de bois » et « l'extrême pénurie de vivres » - auxquels il propose de remédier en plantant des forêts et des arbres fruitiers, « par un élevage extraordinaire de volaille » et de victuailles, et en « détruisant toutes sortes de vermine ».
Cet ouvrage fait l'objet d'une deuxième édition la même année et est republié en 1612, nouvellement corrigée et augmentée. En 1613, il publie « New Directions of Experience to the Commons Complaint, for the planting of Timber and Firewood, invented by Arthur Standish » (Londres, 4to), dans lequel il prône la plantation d'arbres sur les friches (waste). En 1615, il publie une suite intitulée "New Directions of Experience for the increasing of Timber and Firewood" (Londres, 4to), dans laquelle il propose de planter deux cent quarante mille acres de terres incultes, et s'efforce de prouver que par ce moyen « there may be as much timber raised as will maintaine the kingdome for all uses for ever ».